# Argyronetidae
Argyronetidae is een niet langer geaccepteerde familie van spinnen (Araneae). 
De enige soort die in de familie werd geplaatst, de waterspin (Argyroneta aquatica), wordt nu in de familie van de kaardertjes (Dictynidae) geplaatst.